# TJ Sušice (lední hokej)
TJ Sušice (celým názvem: Tělovýchovná jednota Sušice) je český klub ledního hokeje, který sídlí ve městě Sušice v Plzeňském kraji. Založen byl v roce 1963. Na počátku osmdesátých let se klub dohodl s VTJ Sušice o výměně soutěží, TJ tedy přenechalo vojákům Krajský přebor a místo VTJ začalo hrát Okresní přebor. V letech 2016–2018 působil v Plzeňské krajské lize, čtvrté české nejvyšší soutěži ledního hokeje. Klubové barvy jsou černá a červená.
Své domácí zápasy odehrává na zimním stadionu Sušice s kapacitou 600 diváků.

## Přehled ligové účasti
Stručný přehled
Zdroj: 
- 1979–1980: Krajský přebor I. třídy – Západní Čechy (3. ligová úroveň v Československu)
- 2003–2005: Plzeňský krajský přebor (4. ligová úroveň v České republice)
- 2005–2006: Plzeňský krajský přebor – sk. B (4. ligová úroveň v České republice)
- 2006–2007: Plzeňský krajský přebor (4. ligová úroveň v České republice)
- 2011–2016: Strakonický okresní přebor (5. ligová úroveň v České republice)
- 2016–2018: Plzeňská krajská liga (4. ligová úroveň v České republice)
- 2018– : Strakonický okresní přebor (5. ligová úroveň v České republice)

Jednotlivé ročníky
Zdroj: 
Legenda: ZČ - základní část, červené podbarvení - sestup, zelené podbarvení - postup, fialové podbarvení - reorganizace, změna skupiny či soutěže
| Československo (1979 – 1993) |                                         |           |           |                                       |                         |
| Sezóny                       | Soutěž                                  | Úroveň    | ZČ        | Play-off, nadstavba, sk. o udržení... | Poznámky                |
| 1979/80                      | Krajský přebor I. třídy – Západní Čechy | 3. úroveň | ?. místo  |                                       |                         |
| ...                          |                                         |           |           |                                       |                         |
| Česko (1993 – )              |                                         |           |           |                                       |                         |
| Sezóny                       | Soutěž                                  | Úroveň    | ZČ        | Play-off, nadstavba, sk. o udržení... | Poznámky                |
| ...                          |                                         |           |           |                                       |                         |
| 2003/04                      | Plzeňský krajský přebor                 | 4. úroveň | 7. místo  |                                       |                         |
| 2004/05                      | Plzeňský krajský přebor                 | 4. úroveň | 8. místo  |                                       | Reorganizace            |
| 2005/06                      | Plzeňský krajský přebor – sk. B         | 4. úroveň | 6. místo  | Skupina o umístění (11. místo)        | Reorganizace            |
| 2006/07                      | Plzeňský krajský přebor                 | 4. úroveň | 10. místo |                                       | Odhlášení ze soutěže    |
| ...                          |                                         |           |           |                                       |                         |
| 2011/12                      | Strakonický okresní přebor              | 5. úroveň | 5. místo  |                                       | [ 7 ]                   |
| 2012/13                      | Strakonický okresní přebor              | 5. úroveň | ?. místo  |                                       | [ 8 ]                   |
| 2013/14                      | Strakonický okresní přebor              | 5. úroveň | 4. místo  |                                       | [ 9 ]                   |
| 2014/15                      | Strakonický okresní přebor              | 5. úroveň | ?. místo  |                                       | [ 10 ]                  |
| 2015/16                      | Strakonický okresní přebor              | 5. úroveň | ?. místo  |                                       | Přechod do jiného kraje |
| 2016/17                      | Plzeňská krajská liga                   | 4. úroveň | 8. místo  |                                       |                         |
| 2017/18                      | Plzeňská krajská liga                   | 4. úroveň | 9. místo  |                                       | Odhlášení ze soutěže    |
| 2018/19                      | Strakonický okresní přebor              | 5. úroveň | 2. místo  | Finále                                |                         |
| 2019/20                      | Strakonický okresní přebor              | 5. úroveň |           |                                       |                         |